# Hasip Kaplan
Pour les articles homonymes, voir Kaplan.
Hasip Kaplan, né le 1er janvier 1954 à Şırnak est un homme politique, avocat et écrivain turc. Il est diplômé en droit à l'Université d'Istanbul. Par ailleurs, il est expert en droit international et fait partie de l'Union des avocats européens.
D'origine kurde, il est membre du Parti de la paix et de la démocratie (BDP), parti politique pro-kurde de Turquie.

## Carrière politique
Le 22 juillet 2007, il est élu député de la province de Şırnak lors des élections législatives turques. Il s'était présenté en tant que candidat indépendant pour contourner le seuil électoral de 10 % (le plus élevé des 46 pays membres du Conseil de l'Europe).
Aux élections législatives turques du 12 juin 2011, il est réélu député dans la même province où il s'était présenté à nouveau en tant que candidat indépendant.